# Церква Пресвятої Трійці (Вовковинці)
Церква Пресвятої Трійці у Вовковинцях — парафія і храм греко-католицької громади Хмельницького деканату Кам'янець-Подільської єпархії Української греко-католицької церкви у селищі Вовковинці Хмельницької области.

## Історія церкви
Парафія заснована у 2011 році о. Анатолієм Венгером, адміністратором парафії в Деражні. Свідоцтво про державну реєстрацію громада отримала 8 червня 2011 року. Храм, спроєктований архітектором Михайлом Нетриб'яком, збудували того ж року.
Основним жертводавцем був митрополит Василій Семенюк, а також деякі парафії митрополії та місцеві віруючі. 7 жовтня 2012 року владика Василій Семенюк освятив церкву.
15 лютого 2016 року митрополит Василій Семенюк освятив новий іконостас, престол, тетрапод та аналой. Іконостас був споруджений вірними парафії та настоятелем храму о. Іваном Бойком. Іншу церковну утвар пожертвував о. Ярослав Онищук, настоятель храму святого архістратига Михаїла в Тернополі.
Адміністратор парафії о. Іван Бойко надає духовну опіку в місцевій лікарні, будинку для самотніх людей старшого віку та в школі-інтернаті.

## Парохи
- о. Іван Бойко (з 11 жовтня 2011).